# Przekleństwo Chama

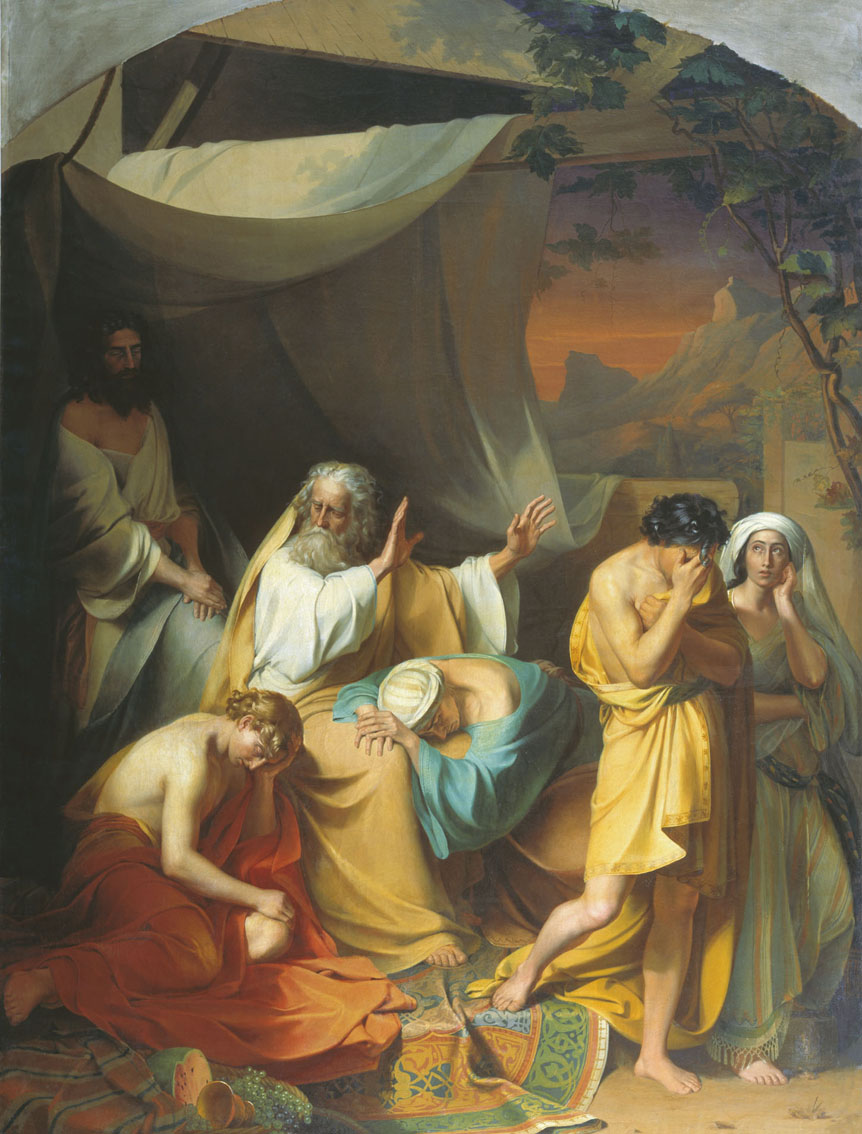
Iwan Stiepanowicz Ksienofontow (1817–1875), Noe przeklina Chama

Przekleństwo Chama (łac. maledictio Chami, ang. curse of Ham) – przekonanie rozpowszechnione przez wieki wśród judaistów, chrześcijan i muzułmanów, że przekleństwo, które Noe rzucił na Kanaana, syna Chama, jest przekleństwem pokoleniowym, obciążającym osoby i grupy ludzi uważane za pochodzące od Chama; pogląd ten m.in. służył jako uzasadnienie dla niewolnictwa osób czarnoskórych i Słowian, a w I Rzeczypospolitej poddaństwa chłopów.

## Kanaan sługą braci
Księga Rodzaju zawiera historię Potopu, z którego uratował się Noe z żoną oraz trzema synami: Semem, Jafetem i Chamem z żonami (zob. Rdz 6, 5 – 9, 28). Od nich zaludniła się cała ziemia (Rdz 9, 19). Opowiadanie to zawiera opis przekleństwa, które Noe rzucił na Kanaana, syna Chama, po tym, jak Cham opowiedział braciom, że widział go pijanego i nagiego. To tak zwane „przekleństwo Chama”, przez kolejne epoki, stanowiło uzasadnienie dla zniewalania różnych grup ludzi uznanych za „potomków Chama”, skazanych na służenie potomkom Sema i Jafeta:

Kiedy Noe obudził się po odurzeniu winem i dowiedział się, co uczynił mu jego młodszy syn, rzekł: «Niech będzie przeklęty Kanaan! Niech będzie najniższym sługą swych braci!» A potem dodał: «Niech będzie błogosławiony Pan, Bóg Sema! Niech Kanaan będzie sługą Sema! Niech Bóg da i Jafetowi dużą przestrzeń i niech on zamieszka w namiotach Sema, a Kanaan niech będzie mu sługą» (Rdz 9, 24-27).

W egzegezie Pisma Świętego od wieków jest rozważany problem, na czym w istocie polegał grzech Chama oraz dlaczego Noe przeklął Kanaana, skoro to nie on dopuścił się grzechu. Według pierwotnej wykładni rabinackiej, „Noe nie mógł złorzeczyć Chamowi, któremu już wprzód sam Bóg pobłogosławił”. Nastąpiło zatem przeniesienie kary z ojca na syna, piętnowane później poprzez proroków (zob. Jr 31, 29; Ez 18, 2). Kolejną kwestią jest, dlaczego Noe nie przeklął także pozostałych synów Chama. Bezpośrednią winę Kanaanowi, jako uzasadnienie, przypisał dopiero judaizm rabiniczny w III wieku po Chrystusie. Z Księgi Rodzaju nie wynika, by ludy pochodzące od innych synów Chama były obciążone klątwą niewolnictwa. Już następujące po opisie przekleństwa wersety ukazują potomków Chama jako budowniczych starożytnych cywilizacji (Rdz 10, 6-13). Zwracał na to uwagę w XVI wieku, a więc w czasie gdy powszechne zepsucie oraz przeznaczenie do niewolnictwa przypisywano wszystkim Chamitom, jako jeden z nielicznych w tamtej epoce, polski historyk i heraldyk Bartosz Paprocki, który stwierdził, że „to być nie może, bo tak wiele było u Chama dobrych i zacnych potomków, jako w Semowym i Jafetowym pokoleniu, co i tu niżej obaczysz, a czytając Bibliją świętą snadnie się wszystkiem dowodniej doczytasz”.

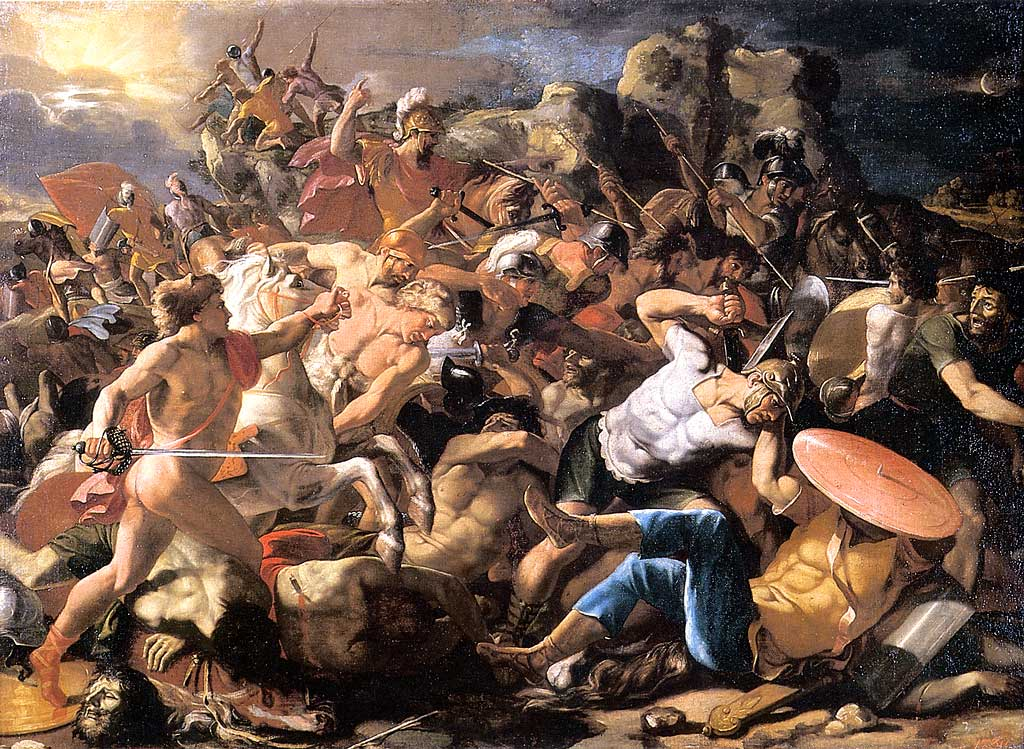
Nicolas Poussin, Zwycięstwo Jozuego nad Amorytami

Dwukrotne podkreślenie: Cham był ojcem Kanaana i Cham, ojciec Kanaana, ujrzawszy nagość swego ojca, powiedział o tym dwu swym braciom (Rdz 9, 18. 22), kieruje uwagę na to, że Cham jest ojcem Kanaana, przodka Kananejczyków. Miało to zapewne na celu powiązanie ich z czynem Chama, bowiem w Starym Testamencie znajdują się wzmianki o bezwstydzie Kananejczyków (Rdz 13,13; 19,5-6; Kpł 18,3; 1 Krl 14,24). Jako ludy pochodzące od przeklętego imiennie Kanaana, który miał zostać najniższym sługą, wymienione są te, które zamieszkiwały kraj Kanaan, przeznaczone później raczej do wypędzenia, niż zniewolenia, przez Żydów, zajmujących go jako Ziemię Izraela (Rdz 10,16; por. Wj 13, 5; Jz 3, 10). W związku z tym, Hugon Kołłątaj, który w XVIII wieku poddał krytyce historycznej dzieje ludzkości opisane w Księdze Rodzaju, twierdził iż „Mojżesz zawczasu przygotował sobie historię przekleństwa Chama, które właściwie spadło jedynie na Kanaana, omijając w skutkach innych jego potomków, jako uzasadnienie dla swych przyszłych wojennych zdobyczy w Kanaanie”.
Pogląd o tym, że przekleństwo rzucone przez Noego dosięgło tylko potomków Kanaana, podbitych przez Izraelitów, a nie wszystkich potomków Chama, pozostawał obecny do końca czasu powstawania Pisma Świętego. Jeszcze bowiem Nowy Testament ukazuje Kananejczyków jako psy względem swych panów – Żydów (Mt 15, 21-28). Żydowski historyk Józef Flawiusz, pod koniec I wieku stwierdzał, że Noe „przeklął, nie Chama wprawdzie, bo przecież był on jego synem, lecz jego potomków, spośród których dzieci Chananeja dosiężone zostały potem pomstą Bożą, inni zaś uniknęli skutków tej klątwy” (Dawne dzieje Izraela 1. 142). Błogosławieństwa i przekleństwa w Biblii były traktowane jako mające moc sprawczą zgodnie ze swoją treścią i wpływające na pokolenia. Stwierdzenie zawarte w słowach „przekleństwa Chama” sprawiło zatem, że w przyszłości Kananejczycy byli pozbawieni wolności i skazani na służbę u potomków braci Chama. Zdaniem współczesnego egzegety, prof. Dariusza Adamczyka: „Kananejczycy stanowili rdzenną ludność Palestyny, byli zatem historycznymi przeciwnikami Izraelitów, skłaniali ich również do bałwochwalstwa. W tej perspektywie, wyrażone przekleństwo z Rdz 9,25 było wymierzone przeciwko bałwochwalczym kultom płodności. A zatem, analizowany tekst jest osądzeniem grzechu. Przekleństwo skazujące Kanaana na służenie Semowi stanowi teologiczną interpretację opanowania Kanaanu przez Izraelitów”.

## Przekleństwo Chama obciążające Afrykanów

### W judaizmie rabinicznym
Pogląd, że przekleństwo rzucone przez Noego obciąża wszystkich ludzi należących do odmiany czarnej, uznanej za potomstwo Chama, pojawił się po raz pierwszy w III wieku, gdy Żydzi w znaczącej części znaleźli się poza Palestyną, czyli dawnym Kanaanem. Zawarty został w Midraszach, skąd został, w kolejnych paru stuleciach, przeniesiony do Talmudu i rozpowszechniony wśród Żydów. Jeden z komentarzy amoraitów, Midrasz do Pięcioksięgu, oparty na naukach rabbiego Tanchumy bar Abba, zawiera opowieść, według której to Kanaan, „mały synek Chama”, złośliwie wykastrował zamroczonego dziadka. Gdy Cham spostrzegł, co się stało, powiedział o tym Semowi i Jafetowi, „podśmiewując się przy tym, jakby chodziło o głupi żart jarmarczny, lecz oni obsypali go przekleństwami” (Tanchuma Buber, Genesis 48-49). Midrasz ten następnie podał rozwinięcie przekleństwa rzuconego przez Noego, mające być wyjaśnieniem pochodzenia i charakterystyki Murzynów, które zapisano też w Talmudzie Babilońskim (Sanhedrin 72a-b, 108b):

Inni powiadają, że to Cham pozbawił Noego męskości. Gdy Noe ocknął się z pijackiego snu i zrozumiał, co mu zrobiono, zawołał: „Teraz nie będę mógł spłodzić czwartego syna, którego dzieciom mógłbym rozkazać, by służyły tobie i twoim braciom! Dlatego ich niewolnikiem zostanie Kanaan, twój pierworodny. A ponieważ pozbawiłeś mnie możliwości robienia brzydkich rzeczy w ciemnościach nocy, dzieci Kanaana urodzą się brzydkie i czarne! Ponadto, ponieważ wykręcałeś głowę, by zobaczyć moją nagość, twoje wnuki będą miały włosy poskręcane w supełki, a do tego czerwone oczy, i jeszcze, ponieważ twoje usta drwiły z mego nieszczęścia, ich usta spuchną. Ponieważ zlekceważyłeś moją nagość, oni będą chodzić nago, a ich genitalia wydłużą się nieprzyzwoicie”. Ludzie tej rasy nazywani są Murzynami. Ich przodek, Kanaan, nakazał im kochać kradzież i nierząd, jednoczyć się w nienawiści do swych panów i nigdy nie mówić prawdy.

Prof. David M. Goldenberg, specjalista od judaizmu, dokonał rekonstrukcji lingwistycznej genezy tego poglądu. Istnieje w nauce kilka koncepcji rzeczywistej etymologii imienia Cham: od hebrajskiego, aramejskiego i ugaryckiego 'amm – krewny; również semickiego ḥam – teść; Ḥammu – imienia rzekomo zachodniosemickiego boga słońca. Popularne, lecz raczej ludowe etymologie, to: od hebrajskiego rdzenia ḥmm – być gorącym; pochodzących od niego wyrazów ḥom – ciepły i ḥmm – gorący; od hebrajskiego ḥwm (ḥūm) – czarny, ciemny; od egipskiego kmt – Egipt (Czarna Ziemia); egipskiego ḥm – sługa. Ponadto skojarzono je z semickim rdzeniem yḥm lub wḥm – być „rozpalonym” (być podnieconym płciowo). Z tych sensów, w okresie powstawania tradycji talmudycznej, powstał konglomerat znaczeniowy imienia Cham: czarny–gorący–rozwiązły–niewolnik, charakteryzujący Murzynów w oczach Żydów.
Od czasu zredagowania Talmudu, czyli od początku średniowiecza, Żydzi brali znaczący udział w handlu niewolnikami, usankcjonowany już w 492 roku, kiedy to papież Gelazjusz I zezwolił im na sprowadzanie niechrześcijańskich niewolników do Italii. W czasach Grzegorza Wielkiego (pontyfikat w latach 590–604) Żydzi stali się głównymi ich handlarzami, a papież ten potwierdził tylko zakaz posiadania przez nich niewolników chrześcijańskich . W IX i X wieku żydowscy kupcy, zwani Radhanitami, nadal stanowili główną siłę w handlu niewolnikami na całym kontynencie europejskim . Niewolnikami sprzedawanymi przez Żydów w tym czasie byli przede wszystkim Słowianie, których Żydzi uważali za Kananejczyków przybyłych w starożytności do Europy. Również później Żydzi byli bardzo wpływowi w handlu niewolnikami, na Morzu Śródziemnym sprzedając muzułmanom niewolników chrześcijańskich, a chrześcijanom muzułmańskich, a następnie dostarczając murzyńskich niewolników z Afryki do kolonii europejskich w Nowym Świecie, osiągając szczyt od XVI do XIX wieku .
Kluczową rolę w dostarczeniu Żydom, na progu nowożytności, religijnego i filozoficznego uzasadnienia dla niewolnictwa Murzynów odegrał Isaac ben Judah Abarbanel (1437-1508), wpływowy Żyd sefardyjski, filozof, biblista, finansista i polityk z Portugalii, który połączył koncepcję naturalnego niewolnictwa Arystotelesa z przekleństwem Chama, dochodząc do wniosku, że niewolnictwo czarnych Afrykanów powinno być wieczyste. Tak twierdzi prof. David Brion Davis, specjalista od dziejów niewolnictwa, lecz szczegółowe poglądy Abarbanela na ten temat są obecnie kwestią dyskutowaną wśród historyków.

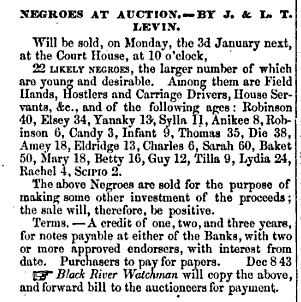
Ogłoszenie w amerykańskiej prasie z 1853 roku o „aukcji Murzynów”, którą organizowali żydowscy handlarze niewolnikami Jacob Levin i L.T. Levin

Żydzi uczestniczyli w handlu murzyńskimi niewolnikami po obu stronach Atlantyku: w Portugalii, Hiszpanii i Holandii po wschodniej stronie oraz w Brazylii, Ameryce Północnej i na Karaibach po zachodniej stronie. Terenami Nowego Świata, na których Żydzi odgrywali największą rolę w handlu niewolnikami, były posiadłości Portugalii, a następnie Holandii, które obsługiwała Holenderska Kompania Zachodnioindyjska. Bowiem po tym, jak judaiści zostali wypędzeni z Hiszpanii i Portugalii, wielu żydowskich handlarzy niewolnikami z tych krajów wyemigrowało do Holandii, a potem też do Ameryki. Żydzi brali udział w europejskiej kolonizacji obu Ameryk, a także posiadali niewolników w Ameryce Południowej i na Karaibach, w szczególności w Brazylii i Surinamie oraz na Barbadosie i Jamajce. Handel niewolnikami był jednym z najważniejszych zawodów Żydów żyjących w Surinamie i na Karaibach, a Żydzi z Surinamu byli największymi posiadaczami niewolników w regionie. Udział Żydów w handlu niewolnikami przez Atlantyk wzrósł w XVII wieku i osiągnął szczyt na początku XVIII wieku, ale zaczął spadać po pokoju w Utrechcie w 1713 roku, gdy Wielka Brytania uzyskała na 30 lat wyłączne prawo do sprzedaży niewolników.
W USA, gdzie Żydzi mieli niewielki udział w handlu niewolnikami, w połowie XIX wieku rabini na Południu popierali niewolnictwo, a na Północy byli przeciw. Jednak wpływowy rabin w Nowym Jorku, Morris Jacob Raphall bronił niewolnictwa, które praktykowano na Południu, w oparciu o doktrynę przekleństwa Chama, obciążającego Murzynów, jako jego potomków. W traktacie The Bible View of Slavery, opublikowanym w 1861 roku, stwierdził:

Spośród wielu proroctw zawartych w Biblii i odnoszących się do konkretnych czasów, osób i wydarzeń, istnieją trzy szczególne przepowiednie odnoszące się do trzech różnych ras lub narodów, które wydają się być przeznaczone na wszystkie czasy i w pełni pozostają do dzisiaj w mocy. Pierwszą z nich jest przeznaczenie potomków Chama, rasy afrykańskiej. Druga to przeznaczenie potomków Ismaela, Arabów. A trzecią i ostatnią jest obietnica trwałego i niezniszczalnego bytu narodowego dana nam, Izraelitom.

Rabin Raphall wygłosił wcześniej takie przemówienie do działaczy Partii Demokratycznej. Poparli go czołowi pro-niewolniczy Żydzi z Południa oraz żydowscy liderzy z całego kraju, jak: August Belmont (1813-1890), polityk, dyplomata i bankier, w latach 60. XIX wieku przewodniczący Krajowego Komitetu Partii Demokratycznej; Emanuel Hart (1809-1897), pierwszy żydowski kongresmen z Nowego Jorku w latach 50. XIX wieku, który był przywódcą „konserwatywnych demokratów”, frakcji sprzeciwiającej się wszelkim agitacjom przeciwko niewolnictwu i działającej na rzecz obrony interesów właścicieli niewolników; Bernard Ilowy (1814-1871), bardzo szanowany biblista, przywódca ortodoksyjnych judaistów w Ameryce oraz Simon Tuska (1835-1870), wiodący rabin reformowany, który stwierdził, że „kazanie Raphalla zawierało najsilniejsze argumenty usprawiedliwiające niewolę rasy afrykańskiej”. Mordechai Manuel Noah (1785-1851), dyplomata, dramatopisarz i dziennikarz, w latach 30. i 40. XIX wieku „najważniejszy Żyd w Ameryce” (jak twierdzi jego biograf Jonathan Sarna) pisał, że „czarni byli pod względem anatomicznym i umysłowym gorsi od białych i mogli znaleźć zadowolenie tylko w pracy przymusowej”.
Podobnie jak Raphall twierdzili inni pro-niewolniczy rabini, np. Isaac Leeser (1806-1868), wydawca i lider amerykańskich Żydów aszkenazyjskich oraz J.M. Michelbacher z Wirginii. Rabin Isaac Mayer Wise (1819-1900), wydawca The Israelite (obecnie The American Israelite), głównej gazety reformowanych Żydów, w 1864 roku pisał, że „niewolnictwo Murzynów, poddane pod kontrolę praw Mojżeszowych, lub podobnych, musiało zmierzać do błogosławieństwa rasy murzyńskiej i wyda owoce przez emigrację cywilizowanych Murzynów z powrotem do wnętrza Afryki”. Większość amerykańskich Żydów akceptowała niewolnictwo, od poł. XIX w. jednak nieliczni Żydzi na Północy uczestniczyli w ruchu abolicjonistycznym. Poparcie Żydów dla niewolnictwa zakończyło się po zniesieniu go w USA w 1865 roku.

### W nauczaniu chrześcijańskim
Chrześcijaństwo w późnej starożytności, czyli w okresie kształtowania się tradycji talmudycznej, zarówno na Zachodzie, jak na Wschodzie, nie upatrywało w słowach Noego przekleństwa sprawczego w ścisłym sensie, lecz stwierdzenie konsekwencji czynu Chama. Ojcowie Kościoła, w swych komentarzach do Księgi Rodzaju, jak św. Augustyn z Hippony (Quaest. 17 in Genesim) i Teodoret z Cyru (Quaest. 58) twierdzili, że Noe nie złorzeczył w gniewie Chamowi i nie przeklął go, ale jedynie przepowiedział przyszłe nieszczęście dla jego potomków. Za ich opinią poszło wielu chrześcijańskich komentatorów Biblii. Jednakże św. Augustyn uznawał, że „niewolnictwo, choć niezgodne z naturą ludzką, jest usprawiedliwione, stanowi bowiem wynik klątwy rzuconej na Chama”. Ówcześni autorzy uznali, iż Kanaan, jako imiennie przeklęty, jest tylko reprezentantem wszystkich synów i potomków Chama, który od chwili klątwy stał się niewolnikiem z charakteru. Ambrozjaster twierdził, że „Cham otrzymał imię niewolnika”, św. Jan Chryzostom, iż „z wolnego człowieka stał się niewolnikiem”.

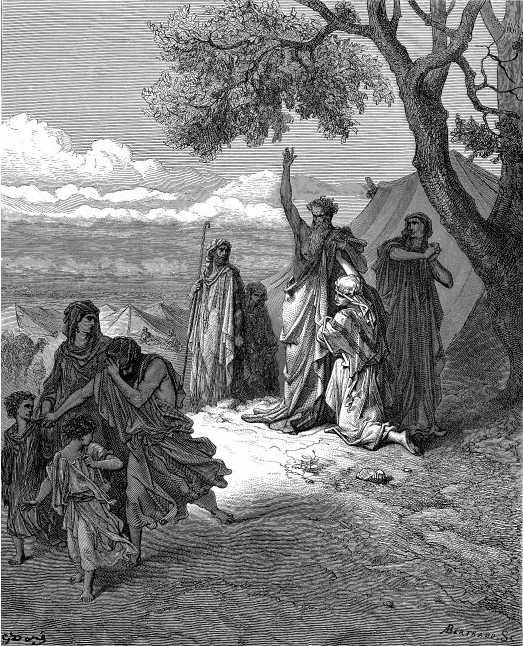
Gustave Doré, Noe przeklina Chama i Kanaana

Skutków czynu Chama, oprócz niewoli, Ojcowie upatrywali, za tradycją żydowską, najpierw w skłonności do grzechu, a potem w ściemnieniu jego skóry. Orygenes jeszcze pisał, że Cham „szybko zapadł się w niewolę wad”, co przeszło na Egipcjan, jego potomków: „Egipcjanie bowiem mają skłonność do zdegenerowanego życia i szybko zapadają się w każde zniewolenie wadą. Spójrzcie na pochodzenie tej rasy, a odkryjecie, że ich ojciec Cham, który śmiał się z nagości ojca, zasługiwał na taki wyrok, że jego syn Chanaan powinien być sługą swoich braci. W tym przypadku stan niewoli udowadnia niegodziwość jego postępowania. Nie bez powodu odbarwienie potomstwa wyraża niegodziwość rasy” (Homilies on Genesis 16.1) . Egipt w Biblii był „krainą Chama” (Ps 105/104, 22; Ps 106/105, 22), toteż Orygenes, jak i wcześniejsi Ojcowie pierwotnego chrześcijaństwa oraz rabini żydowscy tego okresu, niewolniczy charakter i śniadą cerę Chamitów odnosili do Egipcjan.
Jednakże już św. Ambroży z Mediolanu stwierdził wprost, iż „przekleństwo dotyczyło ściemnienia potomków”, a św. Efrem Syryjczyk przytaczał werset biblijny Rdz 9, 25 w brzmieniu: niech będzie przeklęty Kanaan i niech Bóg uczyni jego twarz czarną. Pogląd, że przekleństwo rzucone przez Noego sprawiło czarny kolor skóry wszystkich potomków Chama, powtarzają następnie autorzy z różnych odłamów chrześcijaństwa, m.in. syryjski apokryf Grota Skarbów z VI/VII wieku, asyryjski biskup Ishodad z Merw w IX wieku, chrześcijański teolog arabski Ibn al-Tayyib z Bagdadu w XI wieku, polihistor jakobicki Grzegorz Bar Hebraeus w XIII wieku .
Wierzenie to pozostało w chrześcijaństwie do XIX wieku, gdy np. bł. Anna Katarzyna Emmerich opowiadała w swych wizjach historii biblijnych:

Widziałam, jak Noe przeklął Chama; Sem zaś i Jafet otrzymali od ojca, klęcząc, błogosławieństwo, w ten sam sposób, jak później Abraham udzielił błogosławieństwa Izaakowi. Wydawało mi się, że klątwa, którą rzucił Noe na Chama, jakby czarna chmura spadła na niego, zaciemniając go. Nie był już więcej tak białym, jak dotąd. Jego grzech był świętokradztwem, zgrzeszył on podobnie do owego człowieka, który się targnął na arkę przymierza. Widziałam, że z Chama bardzo zepsute wyszło pokolenie, upadające coraz niżej. Widzę, że owe czarne, pogańskie i głupie narody pochodzą od Chama i że barwa ich ciała nie jest skutkiem słońca, lecz skutkiem ciemnego zarodu zepsutego plemienia.

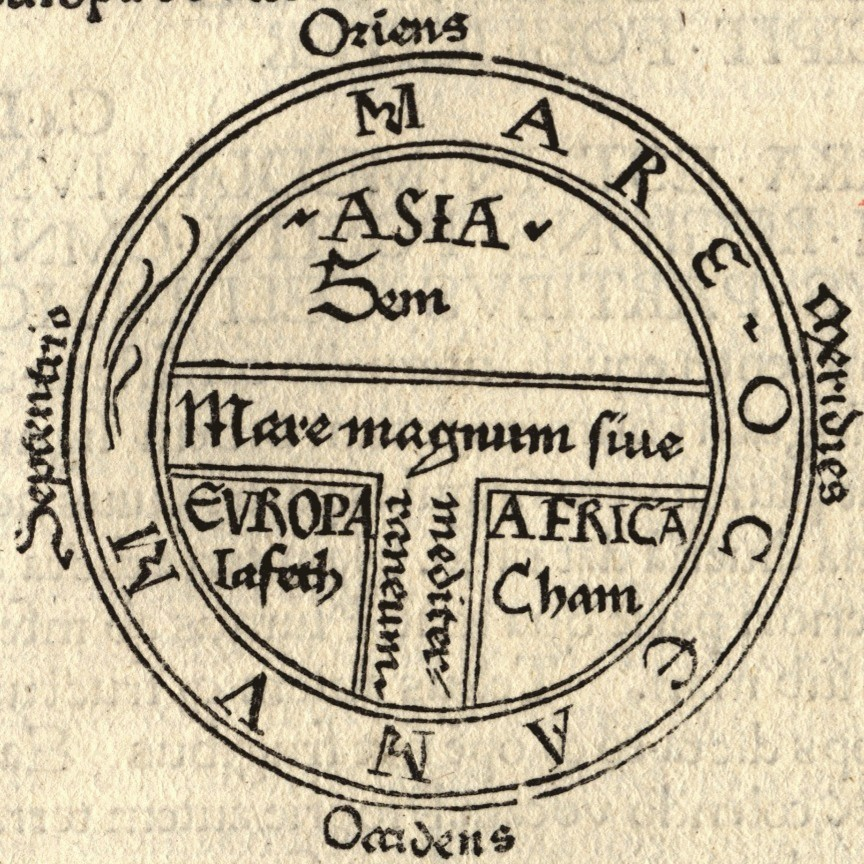
Günther Zainer, Schemat świata Izydora z Sewilli w pierwszej wersji drukowanej, 1472

We wczesnym średniowieczu rozpowszechniło się połączenie koncepcji trzech głównych części ludzkości, jako potomstwa trzech synów Noego, z podziałem świata na trzy kontynenty, a głównym autorytetem, który to potwierdził, był św. Izydor z Sewilli Doktor Kościoła, w pierwszej encyklopedii tej epoki, Etymologiarum sive Originum libri XX z 623 roku. W ujęciu tym cała Afryka zamieszkana była przez potomków Chama. Tak nauczali następnie: bł. Alkuin w wieku VIII i Petrus Comestor (ok. 1100-1179) w popularnej parafrazie biblijnej Historia scholastica. Schemat ten nie był jednak powszechnie przyjmowany i nie wrył się w świadomość chrześcijan do końca średniowiecza.
Odmienny od tradycyjnego układ przedstawiła Juliana Berners, ksieni klasztoru Sopwell, w popularnym traktacie o sokolnictwie i polowaniach, znanym jako Księga z St Albans, wydrukowanym w 1486 roku. Stwierdziła ona w nim, że „grubiańscy potomkowie Chama osiedlili się w Europie, powściągliwi Semici w Afryce, a szlachetni Jafetyci w Azji”, ponieważ Europę uważała za „kraj prostaków”, Azję dostojności, zaś Afrykę wstrzemięźliwości. O wpływie przekleństwa Chama na Afrykańczyków pisał natomiast portugalski kronikarz Gomes Eanes de Zurara.
Alternatywną koncepcją w średniowiecznym nauczaniu chrześcijańskim na temat zróżnicowania potomków Sema, Jafeta i Chama, było wpisanie ich w starożytny model społeczeństwa: ludzie wolni-wojownicy-poddani, istniejący jakoby od czasów Noego. Tak twierdził m.in. Honoriusz z Autun (ok. 1080–1154), współtwórca scholastyki, w popularnym traktacie encyklopedycznym De imagine mundi: huius tempore divisum est genus humanum in tria: in liberos, milites, servos. Liberi de Sem, milites de Japhet, servi de Cham. Ten pogląd rozpowszechnił też np. poemat biblijno-historyczny w języku średnioangielskim z ok. 1300 roku Cursor Mundi, czy Jans der Enikel z Wiednia w swej Kronice Świata (Weltchronik) w języku średnio-wysoko-niemieckim. Idea, że chłopi w sensie pozycji społecznej byli „potomkami” Chama, stała się szeroko rozpowszechniona w Europie Zachodniej. Kiedy pod koniec średniowiecza zanikło poddaństwo, straciła popularność również ta interpretacja. W dokumentach Kościoła z tej epoki nie ma wzmianek o przekleństwie Chama, nawet papież Eugeniusz IV w bulli Sicud dudum z 1436 roku, potępiającej niewolnictwo i nakładającej ekskomunikę na wszystkich posiadaczy niewolników, nic o nim nie wspomina.
Połączenie tych dwóch koncepcji, czyli potomków Chama jako Afrykanów i zarazem poddanych, w jeden konglomerat, w świadomości Europejczyków nastąpiło w okresie wielkich odkryć geograficznych. Wówczas mieszkańcy Afryki, jako pochodzący od Chama, mocą ciążącego na nim przekleństwa, uznani zostali za przeznaczonych do niewolnictwa. Argument ten przyniosła ze sobą reformacja, bowiem Kościół katolicki nie wracał do niego. Handel czarnoskórymi niewolnikami potępiali w bullach kolejni papieże: Pius II w  Dum tuam singularem z 1460, Paweł III w Sublimus Deus z 1537 (w której uznał prawo każdego człowieka do wolności, m.in. niezależnie od rasy), Urban VIII w Commissum nobis z 1639, Benedykt XIV w Immensa pastorum z 1741 roku, nie wspominając o przekleństwie Chama.
Rozważania nad skutkami przekleństwa Chama prowadzili autorzy protestanccy: Marcin Luter w komentarzu do Księgi Rodzaju, David Chyträus w In Genezin enarratio z 1557, uczeń Lutra Cyriacus Spangenberg w In Sacri Mosis Pentateuchum z 1563, biskup anglikański Gervase Babington w Certaine, plaine, briefe, and comfortable notes upon everie chapter of Genesis z 1592 roku oraz dalsi w następnym stuleciu. Pogląd o pochodzeniu Afrykanów od Chama i związanym z tym przekleństwem szczególnie rozpropagował angielski podróżnik George Best (zm. 1584), na którego powoływali się kolejni autorzy. Głos sprzeciwu wobec idei czarnej skóry jako skutku przekleństwa Chama wyraził wówczas angielski naukowiec Robert Boyle twierdząc, iż jest to błędna interpretacja przyjęta przez „wulgarnych pisarzy, podróżników, krytyków i ważnych ludzi”.

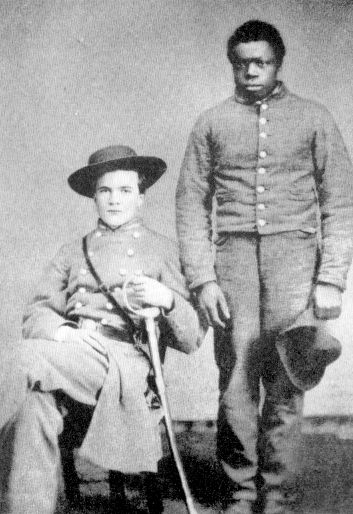
John Wallace Comer, plantator i konfederat ze swoim „bojem”

W połowie XVII wieku powszechnie przyjęto w środowiskach protestanckich przekleństwo Chama jako uzasadnienie dla niewolnictwa Murzynów. Znacząco przyczynili się do tego: Jean Louis Hannemann w traktacie Curiosum Scrutinium nigritudinis posterorum Cham i.e. Aethiopum z 1677 roku, powołując się m.in. na Marcina Lutra, podróżnicy Richard Jobson i Thomas Herbert (1606–1682); a w następnym stuleciu plantator z Wirginii William Byrd II (1674–1744), biskup anglikański Thomas Newton (1704–1782) oraz Johann Heinrich Zedler twórca popularnej encyklopedii XVIII-wiecznej Grosses Universal-Lexicon. Protestanci w znacznym stopniu poglądy swe na ten temat czerpali od autorów żydowskich. Powoływał się na nich m.in. podróżnik George Sandys, nonkonformistyczny biblista angielski Matthiew Pool (1624–1679) oraz wpływowy kalwinista szwajcarski Johann Heinrich Heidegger (1633–1698), dla którego autorytetem w tym względzie był rabin Szlomo Efraim ben Aaron z Łęczycy.
W pierwszej połowie XIX wieku koncepcja przekleństwa Chama była głównym, obok znamienia Kaina, oparciem dla zwolenników utrzymania niewolnictwa w Stanach Zjednoczonych.  Głosili ten argument liczni pastorzy i bibliści protestanccy, jak Thornton Stringfellow (1788–1869), pastor południowych baptystów z Wirginii, autor trzech popularnych prac zachwalających niewolnictwo: A Brief Examination of Scripture Testimony on the Institution of Slavery, Scriptural and Statistical Views in Favor of Slavery oraz Slavery: Its Origin, Nature, and History. Twierdził on, że miało ono „zbawienny wpływ na społeczeństwo” i było pożyteczne dla samych Murzynów. Po wojnie secesyjnej przekleństwo Chama jako argument za niewolnictwem, zniesionym w 1865 roku, zostało wyparte w Stanach Zjednoczonych przez inne poglądy rasistowskie, negujące pochodzenie od Noego innych ras niż biała.

### W arabskim islamie
Koncepcje te zostały wprowadzone do islamu podczas arabskiej ekspansji w VII wieku, poprzez wpływy żydowskich i chrześcijańskich poglądów na islam, zwanych w hadisach Isra’iliyyat. Niektórzy średniowieczni muzułmańscy pisarze, w tym At-Tabari, twierdzili, że skutki przekleństwa Noego na potomków Chama obejmowały czarną skórę, niewolnictwo i aby włosy nie rosły poza uszy.

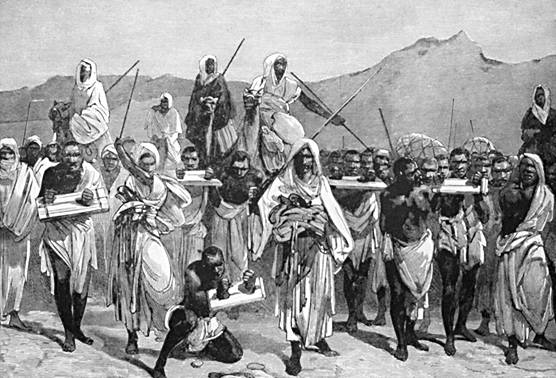
Niewolnicy Arabów, rycina z XIX w.

Ibn Qoutayba, hanbalita z IX wieku, głosząc ten pogląd, powoływał się na słowa jemeńskiego nauczyciela tradycji islamskich z VI/VII wieku: „Wahb ibn Munabbih powiedział: Cham, syn Noego, był białym mężczyzną, przystojnym w twarzy i posturze, a Bóg Wszechmogący zmienił jego kolor i kolor jego potomków w odpowiedzi na przekleństwo ojca. Wyszedł, a za nim jego synowie, i osiedlili się blisko brzegu, gdzie Bóg ich pomnożył. To są Czarni” (Kitab al-Ma'ârif). Podobnie twierdził Ibn Ishak, historyk z VII wieku i Al-Masudi, historyk i geograf z X wieku. Arabowie odnosili to przede wszystkim do mieszkańców Wybrzeża Suahili, a następnie wszystkich ludów Bantu, które nazwali Zanj (arab. زَنْج), czyli Czarni, utożsamiani z niewolnikami. Spośród nich arabscy handlarze pozyskiwali przez wieki miliony niewolników, sprzedawanych następnie głównie na Bliskim Wschodzie i w basenie Oceanu Indyjskiego.
Ibn Chaldun, czołowy arabski uczony islamski w XIV wieku, w swym głównym dziele Al Muqqadima, przeciwstawiał się poglądowi o wpływie przekleństwa Chama na kolor skóry Murzynów, choć uważał ich za jego potomków, skazanych na niewolnictwo:

Niektórzy genealodzy bez znajomości historii naturalnej twierdzą, że Murzyni, rasa pochodząca od Chama, syna Noego, otrzymali charakterystyczną ciemną skórę z powodu klątwy, którą ich przodek został obłożony przez ojca, a co zaowocowało zmianą cery Chama i zniewoleniem jego potomstwa. Ale klątwa Noego przeciw jego synowi Chamowi została odnotowana w Pięcioksięgu i nie ma tam wzmianki o kolorze czarnym. Noe oświadcza tylko, że potomkowie Chama będą niewolnikami dzieci jego braci. Opinia tych, którzy przypisali Chamowi tę ciemną cerę pokazuje, jak mało uwagi poświęcili naturze ciepła i zimna oraz wpływowi, jaki cechy te wywierają na atmosferę i na zwierzęta, które rodzą się w tym środowisku.

Prof. Benjamin Braude, badacz tego zagadnienia, zwraca uwagę, iż rasistowski motyw niewolnictwa, uzasadniany przekleństwem Chama, nie był powszechnie przyjmowany w islamie, który z czasem rozpowszechnił się poza Arabów, u ludów uważanych za Chamitów, znacząco wśród Murzynów. Także At-Tabari nie stwierdzał tego jednoznacznie. Al-Jakubi, historyk i geograf z IX wieku wprost go odrzucał, jako jedyny zwracając uwagę, że klątwa Noego odnosiła się tylko do Kanaana . Rasistowskie rozumienie przekleństwa Chama przeczyło bowiem naukom Mahometa odnośnie do różnych kolorów skóry jako jednego z dzieł Allaha, dla którego liczą się „jedynie mądrzy”. Chociaż w Koranie jest sporo napisane o Noem, opowieść o pijaństwie Noego i przekleństwie Chama nie znajduje się w jego tekście, bowiem według islamu Noe jest prorokiem, a prorocy nie piją alkoholu, dlatego niektórzy nauczyciele hadisów negowali autentyczność opowieści zawartej w Biblii, m.in. twierdząc, że płaszcz Noego podniósł się pod wpływem wiatru .
Przełomu w muzułmańskim podejściu do tego problemu dokonał Ahmad Baba al Massufi z Timbuktu (1556–1627), jeden z największych uczonych islamskich jego czasu, narodowości berberyjskiej. W traktacie Mi‘rāj al-Ṣu‘ūd ilá nayl Majlūb al-Sūdān odrzucił on pogląd o przekleństwie Chama, jako uzasadnieniu dla niewolnictwa, utożsamiające Czarnych (Zanj) z niewolnikami i postulował przyznanie wolności „samozwańczym muzułmanom” wśród Murzynów. Był on autorem, obowiązującej odtąd w islamie zasady, że wyznawcy tej religii są wolni (jednak przyjęcie jej przez niewolnika nie daje automatycznego uwolnienia), zaś skazani na niewolę są, ze swej istoty, wszyscy „niewierni”.

## Słowianie jako Kananejczycy – niewolnicy Żydów

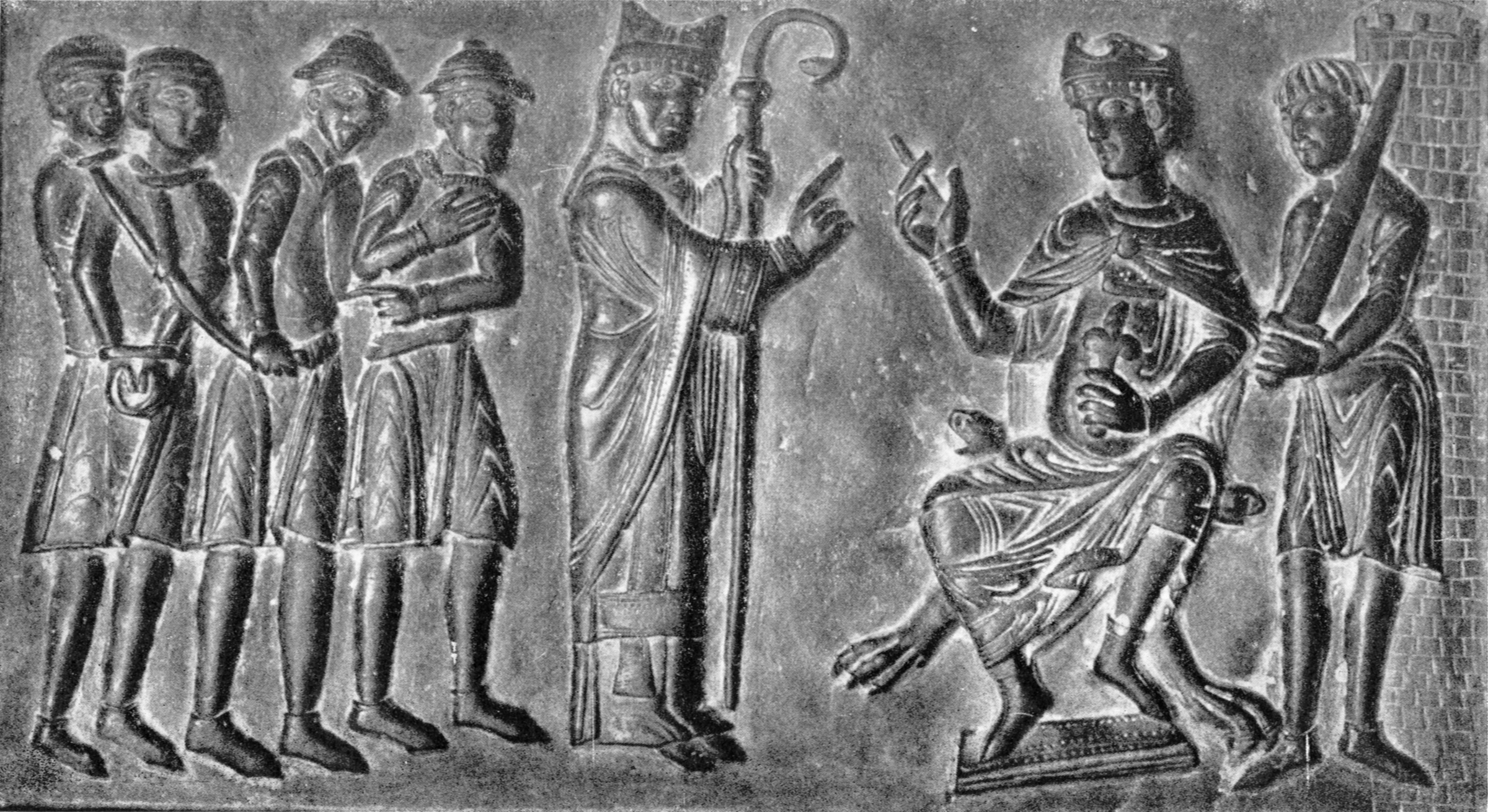
Święty Wojciech wykupuje słowiańskich niewolników z rąk żydowskich handlarzy
(Drzwi Gnieźnieńskie)

W stuleciach IX-XI Żydzi dominowali w handlu niewolnikami, głównie słowiańskimi . Ważnym miastem, z którego ich sprowadzali była Praga, gdzie próbował ich ratować święty Wojciech . Pozyskanych na Słowiańszczyźnie niewolników wywozili na dwory muzułmańskich kalifów, zwłaszcza na Półwysep Pirenejski, szlakiem poprzez Niemcy i Francję oraz przez Wiedeń na Bliski Wschód. Według niektórych źródeł, ok. 960 roku w samej Kordobie mieszkało kilkanaście tysięcy słowiańskich niewolników. Wielu hiszpańskich Żydów zawdzięczało swoje bogactwo handlowi niewolnikami słowiańskimi . Liczni z mężczyzn zostali na szlaku przez Żydów wykastrowani i sprzedani Arabom jako eunuchowie.
Rozmiar żydowskiego handlu Słowianami był tak znaczny, że w średniowiecznej łacinie nazwa Słowianin (Slavus–Sclāvus) stała się synonimem niewolnika, wypierając antyczne servus, co przeszło do innych języków (np. starofr. sclave, hiszp. esclave, niem. Sclave, ang. slave). Ponieważ Kananejczycy, jako lud podbity przez Żydów, obciążony klątwą, która spadła na Kanaana, byli par excellence niewolnikami, słowo Kananejczyk stało się dla Żydów synonimem słowa niewolnik i w takim ogólnym sensie stosował je np. Talmud Babiloński (Pesachim 113 b). Dlatego Slavus–Sclāvus Żydzi również zaczęli tłumaczyć jako Kananejczyk. W efekcie Słowian nazywali Kananejczykami: Nathan ben Jechiel z Rzymu (ok. 1035–1106) w podstawowym wówczas dla Żydów słowniku Arukh; Szlomo ben Icchak z Troyes (1039-1105) w komentarzu biblijnym ad Deuteronomium III, 9; Beniamin z Tudeli (XII wiek), podróżnik i demograf; Icchak ben Mosze z Wiednia (ok. 1180–1260) w Or zarua; Salomon Lwija z Poznania (1510-1573) w Jam szel szlomo (Chullin V c 4) i wielu innych.
Żydzi wyjaśniali w ten sposób pochodzenie Słowian, że są oni grupą Kananejczyków, która wyemigrowała w czasach Jozuego do wschodniej Europy. Tak twierdzili czołowi uczeni żydowscy kolejnych wieków: Aben Ezra z Toledo (ok. 1090-1167) w swym komentarzu ad Obadjam I, 20; Dawid Kimchi z Narbony (1160-1235), również komentator Biblii, gramatyk i filozof oraz Elijahu ben Aszer ha-Lewi Aszkenazi (1468-1549), jeden z pierwszych nowoczesnych krytyków tekstu Starego Testamentu, autor traktatów o gramatyce hebrajskiej i przekładów biblijnych, nauczyciel kardynała Egidio da Viterbo, w swoim słowniku Tiszbi, pod hasłem Chanaan. Słowianie więc, w średniowieczu i nowożytności, uchodzili dla Żydów za autentycznych Kananejczyków, przeklętych potomków Chama, niewolników Semitów.
Pogląd o pochodzeniu Słowian od Chama stanowił w średniowieczu także dla Niemców uzasadnienie dla zniewalania przez siebie zachodnich Słowian. W miarę podbijania Słowian połabskich, niemieccy władcy z dynastii saskiej przejmowali od Żydów proceder pozyskiwania niewolników słowiańskich, a żydowscy handlarze kupowali ich od Niemców nad Łabą, wysyłając karawany do doliny Renu . Prof. Janusz Tazbir zwrócił uwagę, iż „część kronikarzy niemieckich wywodziła Słowian od Chama, co z góry zakładało ich podległość Niemcom jako potomkom Jafeta”. Polemizowano z tym w Czechach i w Polsce. W XIV wieku Giovanni z Marignolli w Chronicon Bohemorum prostował, iż „Słowianie i Czesi pochodzą od Jafeta, ojca naszego, a nie od Chama, jak niektórzy wywodzą”. Wiek później Jan Długosz, w swych Annales seu cronicae incliti Regni Poloniae szczegółowo przedstawiający rodowód Słowian, w tym Polaków, od Jafeta, także zwrócił uwagę, iż „niektórzy sądzą, jakoby Cham był ojcem Polaków i wszystkich Słowian”.

## Polski chłop jako Cham w sarmatyzmie

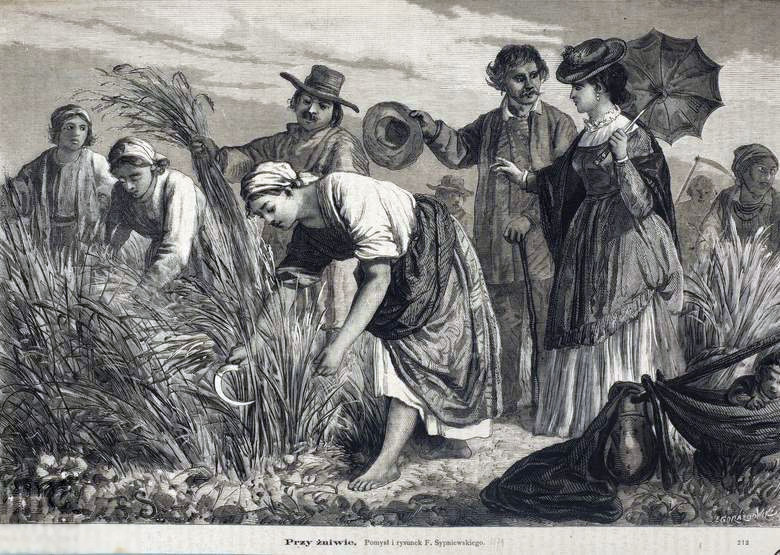
Feliks Sypniewski, Przy żniwie

Według legendy sarmatyzmu, szlachta Rzeczypospolitej Obojga Narodów wywodziła się od starożytnych Sarmatów, którzy w zamierzchłych czasach opanowali tereny przyszłej Rzeczypospolitej. Rycerze sarmaccy miejscową ludność słowiańską obrócili w niewolników, a sami stali się szlachtą. Sarmaci – szlachcice pochodzić mieli od Jafeta, Żydzi od Sema, a chłopi od Chama. Ten trójpodział ludności Polski sarmatyzm nałożył na średniowieczny model społeczeństwa: duchowni-rycerze-chłopi, parafrazując twierdzenie Honoriusza z Autun. Tak właśnie Marcin Bielski w Kronice wszytkiego świata pisał: „Tego czasu wszytek naród ludzki z winszowania Noego jest na trzy powagi rozdzielon, to jest kapłany, rycerze i chłopy albo sługi, jako w tej figurze obaczysz: Ty, Sem, bądź nabożny jako kapłan, ty, Jafet, broń jako rycerz, ty Chamie, rób jako chłop”. Powtórzył ten pogląd Maciej Stryjkowski w Kronice Polskiej, Litewskiej, Żmudzkiej i wszystkiej Rusi, twierdząc że Noe, błogosławiąc synów, powiedział do Chama: „Orz rolą i inszym gospodarstwom i rzemiosłom przystojne potrzeby odprawuj jako chłop. Łacińskim to językiem krócej mówiemy: Tu, Sem, ora, Cham, labora, Japhet, rege et protege” (zatem przypisał Jafetowi – „przodkowi szlachciców” rolę już nie tylko „bronienia”, ale i „rządzenia”). Prof. Stanisław Pigoń, historyk literatury polskiej twierdził, iż wówczas, w połączeniu z tą koncepcją, „słowo cham stało się obelżywym synonimem chłopa przez wyobrażenia żydowskie”, w których określenie Kananejczycy – niewolnicy „przeniesiono na Słowian (Slavi–Sclavi), ich też utożsamiając z Chamitami”.
Mateusz Mieses, językoznawca i historyk Żydów w Polsce dowodził, iż pogląd o pochodzeniu chłopów w Rzeczypospolitej od Chama nie był wytworem sarmatyzmu, lecz korzeniami sięga pierwotnego, biblijnego rozumienia przekleństwa Chama, jako obciążającego samych Kananejczyków i przeszedł do mentalności szlacheckiej zapożyczony od Żydów. Zatem był on przyczyną, a nie skutkiem powstania legendy sarmackiej o odrębnym pochodzeniu szlachty. W związku z wcześniejszą legendą rodowodu Słowian, jako potomków Kanaana, stworzoną i spopularyzowaną przez Żydów, szlachta polska nie chciała uchodzić za autochtonicznych mieszkańców Polski i Rusi – Kananejczyków – Chamitów – niewolników. Dlatego w procesie formowania swej tożsamości stanowej, przekształciła wcześniejszy, powszechnie przyjmowany pogląd o pochodzeniu Słowian z Sarmacji, a biblijnie od Jafeta (który rozpowszechnili w swych kronikach: Jan Długosz, Maciej Miechowita i Marcin Kromer) w legendę sarmackiego – jafetyckiego pochodzenia tylko jej samej, jako ludności napływowej, odrębnej od chłopów.

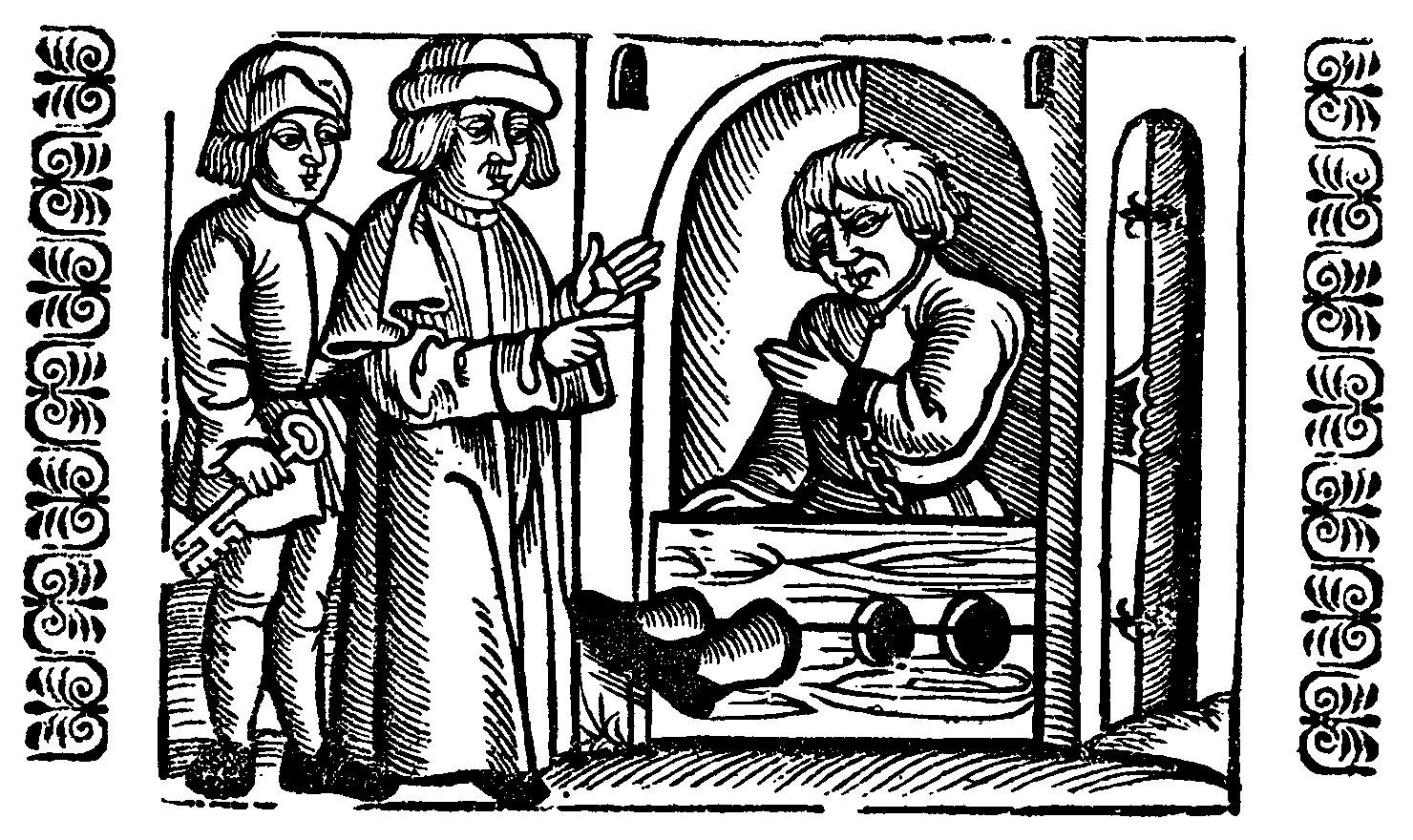
Biernat z Lublina, Żywot Ezopa Fryga, Fig. 18: Chłop w dybach

W sarmatyzmie zatem szlachta polska pochodzenie jafetyckie – sarmackie przypisała tylko sobie, pozostałych Polaków i innych Słowian wyłączając ze swego narodu, uznając ich, zgodnie z poglądami Żydów i Niemców, za potomków Chama. Prof. Tadeusz Ulewicz w opracowaniu Sarmacja, studium z problematyki słowiańskiej XV i XVI w., stwierdził: „Mieszczanin jeszcze może tylko z rzadka i nieśmiało, a już w żadnym wypadku chłop nie zaliczał się wówczas do Sarmatów”. Maciej Stryjkowski wtedy ujął to zwięźle: „Nie czyń się, chamie, Jafetem”. Niektórzy apologeci sarmatyzmu usiłowali nawet wykazać różnice rasowe pomiędzy szlachtą a chłopami, przykładem czego miał być pogląd, że kości w czaszce chłopa są podobne do narzędzi rolniczych, przypisywany ks. Tomaszowi Młodzianowskiemu bądź nieznanemu XVIII-wiecznemu lekarzowi. Prof. Andrzej Zajączkowski antropolog kulturowy i afrykanista określił w oparciu o swoje badania, że „oficjalną doktryną szlachty stał się rasizm”.
Na tę genezę uznawania chłopów polskich, litewskich i ruskich w Rzeczypospolitej za potomków Chama wskazują też badania lingwistyczne. Prof. Józef Matuszewski, w obszernym studium Geneza polskiego chama wykazał, iż określenie cham odnośnie do chłopa występuje wyłącznie w językach zachodniosłowiańskich i wschodniosłowiańskich oraz z polskiego w litewskim (chamas). Wykracza zatem poza teren obecności polskiej legendy sarmackiej, obejmując np. Czechy. Taka apelatywizacja imienia Cham nigdy jednak nie była notowana w żadnych językach germańskich, czy romańskich, ani nawet południowosłowiańskich, chociaż wszystkie one posiadały rozmaite przezwiska deprecjonujące chłopów, a na ich obszarze przez trzy wieki był popularny pogląd Honoriusza z Autum o cywilizacyjnym rodowodzie od Chama ludności żyjącej w poddaństwie. To zjawisko językowe obejmowało więc swym zasięgiem jedynie i w całości obszar, z którego w średniowieczu Żydzi pozyskiwali niewolników, uważany przez nich za zamieszkały przez Kananejczyków.
Wskutek ideologii sarmatyzmu, chłopi słowiańscy w Rzeczypospolitej, choć katolicy i prawosławni, jako „Chamici” stanowili najniższą w hierarchii społecznej grupę ludności, mocą przekleństwa Chama żyjącą w poddaństwie. Byli oni pozbawieni jakiejkolwiek ochrony prawnej i eksploatowani bez żadnych ograniczeń, na co zwracali uwagę krytycy w XVI wieku i na początku XVII, zwłaszcza jezuici, jak Mateusz Bembus i Piotr Skarga głoszący, że chłopi są tej samej krwi co szlachta. Jednak dla wierzącego inaczej, rycerskiego narodu szlacheckiego z rodu Jafeta, przybysze z zachodnich, „jafetyckich” narodów, jak Niemcy, Szkoci i Holendrzy, chociaż protestanci oraz Żydzi, pomimo że niechrześcijanie, jako starsi bracia Semici, cieszyli się większymi przywilejami. Olęderscy chłopi w Koronie Polskiej posiadali wolność osobistą. W Wielkim Księstwie Litewskim zaś obowiązywało prawo, że Żyd przechodzący na chrześcijaństwo stawał się od razu szlachcicem. Sytuację w Rzeczypospolitej, gdzie „chamowie”, czyli chrześcijańscy rolnicy byli jak niewolnicy Żydów, otrzymujących od szlachty w zarząd gospodarkę, skrytykował papież Benedykt XIV w encyklice A quo primum z 1751 roku:

Oni (Żydzi) są dzierżawcami karczm i gospodarstw wiejskich, a także nabywają majątki ziemskie. We wszystkich tych wypadkach oni nabywają uprawnienia właścicieli dworów nad nieszczęśliwymi chrześcijańskimi robotnikami rolnymi; i korzystają oni nie tylko ze swych uprawnień w bezlitosny i nieludzki sposób, zmuszając chrześcijan do uciążliwej i męczącej pracy przez nakładanie na nich nadmiernych ciężarów, lecz w dodatku poddają chrześcijan karom cielesnym, jak bicie i zadawanie ran. A więc ci nieszczęśliwi ludzie są w stanie poddaństwa względem żyda tak, jak niewolnicy są zdani na kaprysy ich władcy i pana.

Pozycję chłopa w Rzeczypospolitej, jako niewolnika, określali też przybysze z Zachodu. Angielski podróżnik Fynes Moryson (1566 –1630), który przez dziesięć lat badał wiele państw europejskich, a swe opisy zawarł w książce An Itinerary: Containing His Ten Years Travel Through the Twelve Dominions of Germany, Bohemia, Switzerland, Netherland, Denmark, Poland, Italy, Turkey, France, England, Scotland and Ireland, stwierdził: „W Danii i Polsce lud to po prostu niewolnicy, tak że szlachta i możni szacują swe majątki nie według czynszów, lecz liczby chłopów, którzy są wszyscy niewolnikami”. Giovan Battista Pacichelli (1641–1695), włoski dyplomata, historyk i kartograf, po podróży do Polski w 1676 roku, stwierdził, iż Rzeczpospolita to „niebo dla szlachty, piekło dla wieśniaków, raj dla Żydów”. Bernard O’Connor (1666–1698), irlandzki naukowiec i nadworny lekarz Jana III Sobieskiego, autor dwutomowej historii Polski The history of Poland, in several letters to persons of quality: giving an account of the antient and present state of that kingdom, porównał polski lud do niewolników murzyńskich. Pisał on: „Nie są oni nikim więcej jak niewolnikami szlachty, ponieważ nie chroni ich prawo, nie mogą kupować ziemi ani nie mogą rozporządzać własnością w stopniu większym niż nasi Murzyni w Indiach Zachodnich”.

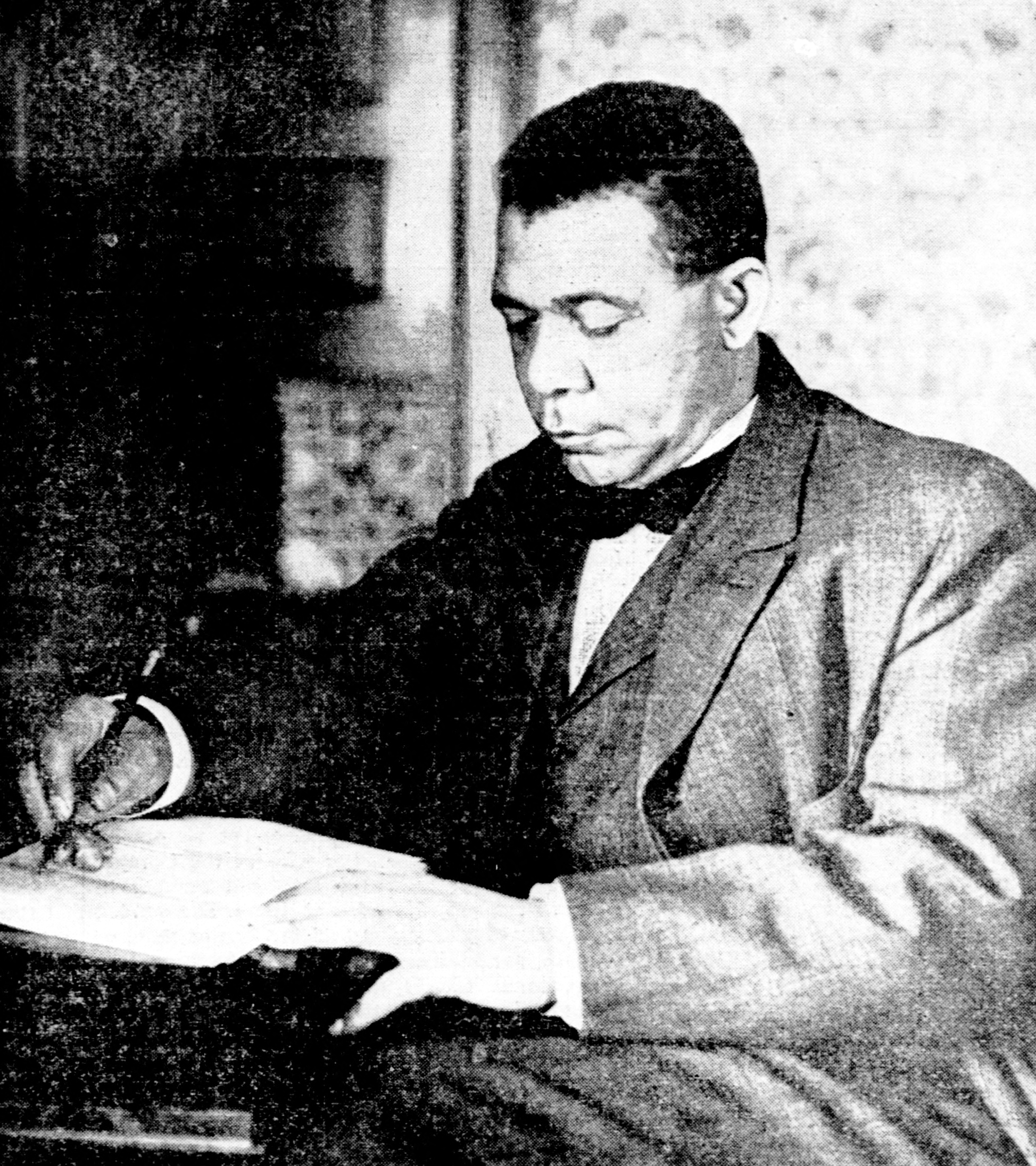
Booker T. Washington porównał pozycję społeczną polskich chłopów do Murzynów na Południu USA

Skutki tego stanu rzeczy, obecne na początku XX wieku, opisał Booker Washington, amerykański działacz społeczny, ówczesny lider Afroamerykanów, były niewolnik, który w 1910 roku odbył podróż po Europie, aby poznać różne dyskryminowane społeczności. Znaczną uwagę poświęcił Polsce, odwiedzając tereny wszystkich trzech zaborów. Wyniki swych badań opublikował w książce The Man Farthest Down. A Record of Observation and Study in Europe, w której stwierdzał, iż Żydzi na ziemiach polskich, inaczej niż w krajach zachodnich, nie chcą integrować się ze społeczeństwem, a zwłaszcza wyrażają poczucie wyższości i pogardy względem chłopów. Ponadto zwrócił uwagę na ich udział w gospodarce, pisząc m.in.: „Gdziekolwiek w Polsce pieniądz przechodzi z rąk do rąk, Żyd jest tam zawsze, aby zabrać z tego procenty”. Odnośnie do pozycji społecznej polskich chłopów natomiast konstatował, że ich życie, „to było takie samo życie, jakie poznałem i którym żyłem wśród murzyńskich rolników w Alabamie” (oryg. ang.: there was much the same life that I had known and lived among the Negro farmers in Alabama). Wyraził też przekonanie, iż „każdy studiujący tę tematykę, znajdzie wiele interesujących porównań między obecną sytuacją Polaków i amerykańskich Murzynów”.
Wincenty Witos, w swoich wspomnieniach pisanych na emigracji po 1933 roku, opisywał znaną mu mentalność polskich chłopów, będącą pozostałością „przekleństwa Chama”, umacnianego przez sarmatyzm i utrwalonego w stosunkach społecznych:

Chłop jeszcze sprzed 50 laty był dziwną mieszaniną wszystkiego. Uważał się sam za niższe i mniej wartościowe stworzenie od innych. Nie tylko że w to sam święcie wierzył, ale i  drugich w tym umacniał, obniżając rozmyślnie swoją wartość w ich oczach. Był niewolnikiem tak z krwi, tradycji, wychowania, jak i z własnej woli. [...] Chłop  nie  miał  żadnej  innej  tradycji, jak tylko tradycję niewolnika. Starsze pokolenia ją przeszły, młodsze o niej wiedziały i nią przesiąkały. [...] Rozważając głębiej to zagadnienie, nie można się obronić  wrażeniu, że względnie przyjazny, a często nawet niewolniczy stosunek chłopów do Żydów miał swoje źródło w nauce kościoła i postępowaniu niektórych księży i dworów.

## Wierzenia pokrewne

### W rasizmie amerykańskim
Zniesienie niewolnictwa w USA po wojnie secesyjnej sprawiło, iż biali protestanci, zwłaszcza na Południu, poszukiwali innych argumentów religijnych i antropologicznych za segregacją rasową i dyskryminacją Murzynów. Zaczęli porzucać powszechnie przyjęty pogląd o pochodzeniu trzech odmian człowieka od trzech synów Noego, wraz z przekleństwem Chama jako uzasadnieniem niewolnictwa Murzynów. Jego miejsce zajął preadamityzm, będący religijną formą poligenizmu, czyli doktryna o istnieniu wcześniej stworzonych ludzi przed Adamem. Zgodnie z nią, od Adama pochodzili tylko biali, natomiast pozostałe rasy istniały już przedtem, a ich potomkowie także przetrwali Potop. Nie uczestniczą one w historii zbawienia, dlatego nie warto ich nawracać, ani posyłać do nich misjonarzy, lecz tylko panować nad nimi. Jedną z konsekwencji tych poglądów stała się zasada jednej kropli krwi.
Pierwszym apologetą rasizmu w USA, który przekonywał by porzucić argument przekleństwa Chama, na rzecz niepochodzenia Murzynów w ogóle od Adama, był pastor Buckner H. Payne (1799-1889) z Nashville w broszurze Ariel: or the Ethnological Origin of the Negro z 1867 roku. Kolejnym znaczącym tego zwolennikiem Lester A. Hoyle, który w 1875 roku napisał książkę The Pre-Adamite, or who tempted Eve? Tytuł wynikał z tego, iż twierdził w niej m.in., że wężem, który zwiódł Ewę był człowiek odmiany żółtej, „przodek Chińczyków”. Według niego Potop był karą za mieszanie się białych potomków Adama z preadamitami, dlatego należy wprowadzić separatyzm białych od pozostałych ras. Następnie Alexander Winchell w pracy Adamites and Preadamites z 1878 roku oraz William Campbell w rozprawie Anthropology for the People: A Refutation of the Theory of the Adamic Origin of All Races z 1891 roku, obszernie uzasadniali odrzucenie poglądu o pochodzeniu trzech odmian człowieka od trzech synów Noego na rzecz rasistowskiego preadamityzmu. Lester A. Hoyle wprowadził też pogląd, iż Słowianie zostali „skażeni rasą mongoloidalną”, dlatego nie zaliczają się do „czystych białych”, w przeciwieństwie do „szczepu Abrahama”.

### W religii mormonów
Drugim, obok preadamityzmu, alternatywnym wobec przekleństwa Chama argumentem dla WASP-ów na rzecz segregacji i dyskryminacji innych ras, było ich pochodzenie od Kaina. William Campbell i Alexander Winchell twierdzili, iż na ziemi, oprócz białych pochodzących od trzech synów Noego oraz preadamitów, żyją potomkowie Kaina, którzy w inny sposób przeżyli Potop, a następnie stworzyli „niedbałe” cywilizacje azjatyckie i indiańskie.
Mormoni od początku natomiast przyjęli i rozpropagowali, obecny w Ameryce już od XVIII wieku pogląd, że znamieniem Kaina, które dał mu Bóg (Rdz 4, 15) był czarny kolor skóry. Joseph Smith w zbiorze swych tekstów Perła Wielkiej Wartości twierdził, iż potomkowie Kaina byli ciemnoskórzy. Brigham Young, drugi przywódca mormonów, był głównym rzecznikiem doktryny „znamienia Kaina”, wprowadził zakaz pełnienia funkcji duchownego Murzynom – „osobom ze znamieniem” oraz małżeństw międzyrasowych (obowiązujący w stanie Utah do 1967 roku). Równocześnie stale uznawali przekleństwo Chama za przyczynę koloru skóry i niewolnictwa Murzynów, choć go nie praktykowali, a nawet krytykowali. W swym nauczaniu, obowiązującym do 1978 roku, mormoni połączyli te dwie koncepcje twierdząc, że żoną Chama była Kainitka, w związku z czym na ich syna Kanaana, „przodka Murzynów”, spadło podwójne przekleństwo: Kaina i Chama.

### W sektach afroamerykańskich
Nuwaubian Nation, sekta założona w 1967 roku w ruchu Czarnych Muzułmanów oraz kilka podobnych ugrupowań Czarnych Hebrajczyków w USA głosi, iż przekleństwem Chama był trąd, który sprawił wybielenie skóry Kananejczyków. Motyw ten zawiera Księga tysiąca i jednej nocy: Biała konkubina kłóci się z czarną; pierwsza mówi, że przekleństwo Chama sprawiło czarną skórę, a druga, że biały kolor oznacza trąd .

### W tradycji Żydów
Tradycja judaistyczna zawiera jeszcze inną wersję przekleństwa Chama. Według niej, podczas pobytu w Arce, Noe wydał swym synom zakaz współżycia z żonami, a także wszystkim zwierzętom kopulacji, aby nie powiększać liczby pasażerów. Żona Chama wówczas obcowała z demonem Szemchazajem, zachodząc w ciążę. Cham, dowiedziawszy się o tym, złamał jawnie zakaz ojca, aby ukryć hańbę żony, dając do zrozumienia, że to jego dziecko. Zakaz ten złamał też pies i kruk. Za karę Chamowi poczerniała skóra (Tanchuma Buber, Genesis 43; Tanchuma Noach 12; Talmud Jerozolimski, Taanit 64d; Talmud Babiloński, Sanhedrin 108b).

### W micie Pseudo-Berossosa
Annio da Viterbo, XV-wieczny fałszerz dokumentów, stworzył m.in. rzekome tłumaczenie pism starożytnego kapłana i historyka babilońskiego Berossosa, które wywarło ogromny wpływ na wyobrażenia o początkach dziejów u ludzi epoki renesansu. Opierał na nim swe poglądy np. Marcin Luter. Według tego falsyfikatu, w którym powiązał biblijną historię Chama z greckimi mitami o kastracji Uranosa przez Kronosa i o Tytanomachii oraz z różnymi religiami, Cham studiował „sztuki zła” praktykowane przed Potopem i stał się znany jako Cham Rozpustny. Był zazdrosny o dodatkowe dzieci Noego urodzone po Potopie i zaczął patrzeć na swego ojca z wrogością. Pewnego dnia, gdy Noe leżał pijany i nagi w swoim namiocie, Cham zobaczył go i zaśpiewał kpiącą przyśpiewkę, która sprawiła, że Noe był czasowo bezpłodny, jak wykastrowany. Cham potem porzucił żonę, która uratowała się na pokładzie Arki i była „matką ludów afrykańskich”, Czarnych – niewolników, a poślubił swą siostrę Reję, córkę Noego, od której pochodziła rasa tytanów na Sycylii oraz Ozyrys „ojciec Egipcjan”.

### W kulturze ludowej Wileńszczyzny
W opowieści mieszkańca wsi na Wileńszczyźnie, zanotowanej w 1990 roku, przekleństwo Chama zostało pomieszane z historią Kaina i Abla. Według niej, ojciec Kaina i Abla upił się wódką, po czym leżał pijany i nagi na drodze. Kain, widząc tak ojca, splunął na niego, a Abel ubrał go. W efekcie Kain został Litwinem, a Abel Polakiem. Kain miał serce „nieżyczliwe dla człowieka, wieki nie daruje”, a Abel serce szlachetne, dobre. „Kaińska krew, to chamska krew – litewska”, a polska łagodna.
Według innego tamtejszego mieszkańca, który twierdził, iż tak wytłumaczył mu Żyd, Cham wykastrował swego ojca, więc chamem absolutnie „nie jest ten, co na wiosce mieszka”, ale „cham to ten, kto takie sztuki wyrabia – taki podły, komuś szkodzi”. Prof. Magdalena Zowczak zbierająca te opowieści, dodała w ich opracowaniu, że w dzieciństwie wielokrotnie słyszała: „Nie śmiej się z ojca, bo Murzynką zostaniesz!”.

### W poezji polskiej
Motyw przekleństwa Chama jest obecny w poezji polskiej. W kilku przypadkach wyrażone są poglądy niestandardowe. Wacław Potocki w zbiorze wierszy Ogród, ale nie plewiony, bróg, ale co snop, to inszego zboża; kram rozlicznego gatunku, w opisie Męki Pańskiej, w wierszu Urąganie, Żydów nazywa niecnotliwym potomstwem Chama ze względu na szydzenie przez nich z Chrystusa Ukrzyżowanego:

„Jeśli z krzyża na ziemię zstąpi, zaraz naszem

Obiecanym poznamy jego mesyjaszem.”

Niecnotliwe potomstwo Chama, a nie Judy!

Czy tylkoż mesyjasza chcecie poznać cudy?

Małożeście ich mieli przez jego wiek cały,

Że wam już równo z chlebem prawie spowszedniały?.

Franciszek Zabłocki ukazał pogląd mieszający przekleństwo Chama z przekleństwem Adama, skutkującym trudami pracy na roli (Rdz 3, 17-19) oraz wyjątkową możliwość powielania go. W komedii Sarmatyzm jedna szlachcianka straszy drugą „rzuceniem klątwy Chama”:

Niechże w tobie na zawsze zostaie myśl sama

Inaczey rzuciłabym na Cię klątwę chama

Aby, iak dziś ród iego rolne dźwiga trudy

Tak i twóy na tę hańbę na te przeszedł brudy.
w innej redakcji tekstu wers 3 i 4:
Żeby iak iego dzieci uprawiają ziemię

Tak i twoje na chamskie żeby przeszło plemię.

Adam Mickiewicz w poemacie Pan Tadeusz ukazał przekonanie Gerwazego, że pochodzenie szlachty od Sema (a nie od Jafeta) uzasadnia jej, jako starszych braci, panowanie nad Żydami i chłopami oraz zwrócił uwagę, iż nauczanie Kościoła jest inne, gdyż w Chrystusie Panu wszyscy ludzie są równi, a przekleństwa Starego Zakonu tracą moc:

Prawda, że się wywodzim wszyscy od Adama,

Alem słyszał, że chłopi pochodzą od Chama,

Żydowie od Jafeta, my szlachta od Sema,

A więc panujem jako starsi nad obiema.

Jużci pleban inaczej uczy na ambonie...

Powiada, że to było tak w Starym Zakonie,

Ale skoro Chrystus Pan, choć z królów pochodził,

Między Żydami w chłopskiej stajni się urodził,

Odtąd więc wszystkie stany porównał i zgodził.

## Modlitwa o złamanie przekleństwa Chama

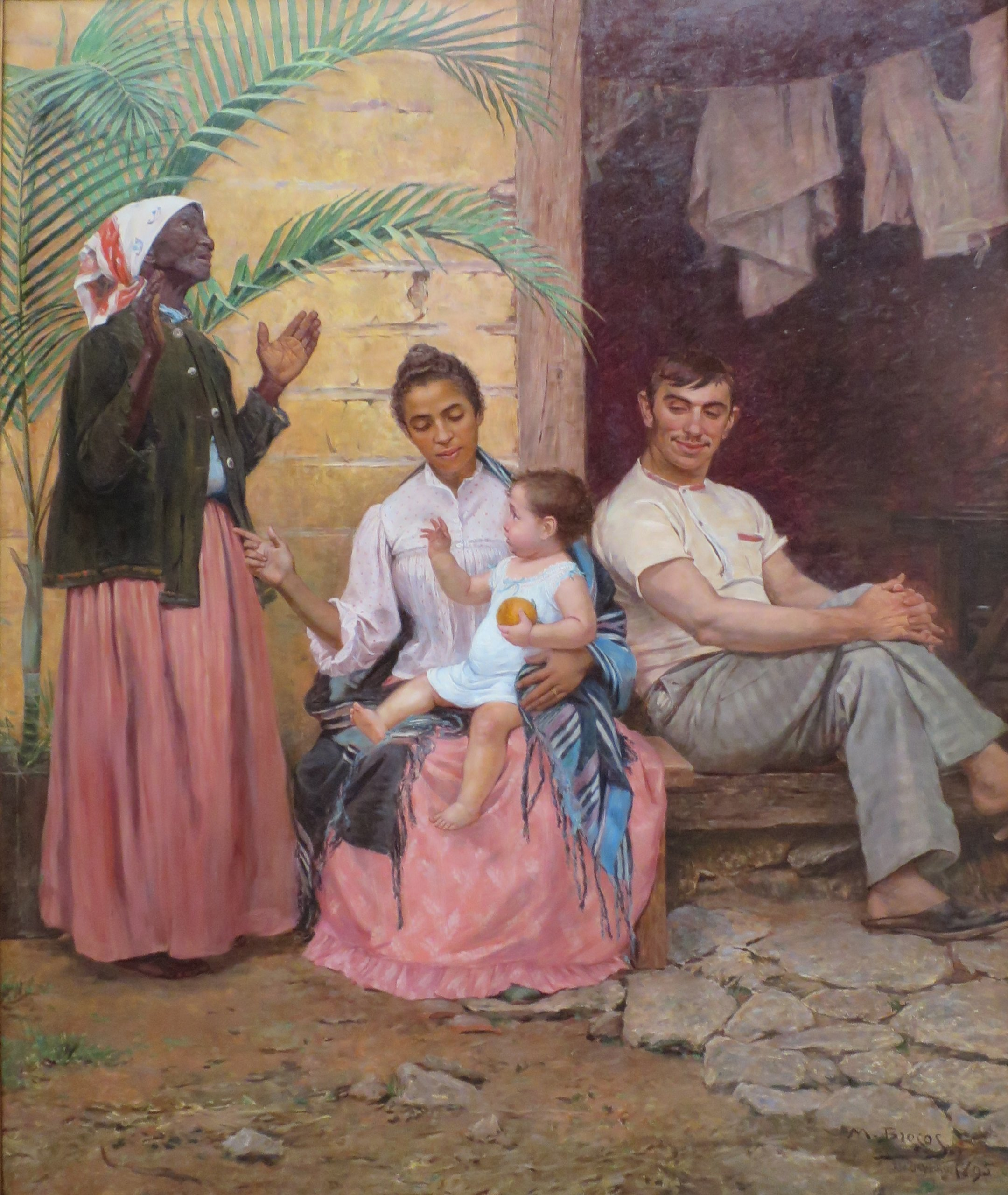
Modesto Brocos (1852–1936), Odkupienie Chama, 1895

Bł. Pius IX w 1873 roku ustanowił modlitwę o złamanie przekleństwa Chama, ciążącego na „Etiopczykach w Centralnej Afryce” i uwolnienie nad nimi błogosławieństwa od Jezusa Chrystusa oraz nadał za jej odmówienie odpust cząstkowy, a raz w miesiącu zupełny pod zwykłymi warunkami, za odmawianie jej codziennie przez cały miesiąc. Leon XIII w 1885 roku skorygował treść, odnosząc ją ogólnie do „ludów Afryki”. Wiernym nie umiejącym czytać, lub nie mającym pod ręką tekstu, a modlącym się o nawrócenie i uwolnienie Afrykanów od tego pokoleniowego przekleństwa, nadał w 1889 roku te same odpusty za odmawianie w tej intencji po dwa razy Ojcze nasz, Zdrowaś Mario i Chwała Ojcu.
Współcześnie kwestia modlitw o złamanie przekleństwa Chama, w ramach szerszej tematyki przekleństw, jest obecna w nurcie charyzmatycznym chrześcijaństwa. Szczególną uwagę poświęca jej Dag Heward-Mills, pentekostalny biskup i ewangelizator z Ghany, członek zarządu Światowej Konferencji Zielonoświątkowej, autor szeregu książek z dziedziny duchowości i eklezjologii. Pisze o niej w trzech z nich, przetłumaczonych na język polski: Ludzie bez pamięci, Sztuka rządzenia i Jak neutralizować przekleństwa. W tej ostatniej znaczną część poświęca pokonywaniu przekleństwa Chama (które nazywa też „przekleństwem Noego”), jako przyczyny ciągłego upośledzenia ekonomicznego i społecznego ludzi czarnej odmiany na całym świecie. Dag Heward-Mills jako przyczynę ciągłego „uwalniania” tego przekleństwa, bez względu na rasę, wskazuje brak szacunku wobec ojców (Ludzie bez pamięci). Istotę tego problemu upatruje w mentalności bycia w złym znaczeniu „najniższym sługą”. Ukazuje go także w sposobach działania przywódców, m.in. duchownych, którzy nie pozbyli się takiej mentalności i wzywa ich do uwolnienia się od tego.
Tekst modlitwy w języku polskim, zatwierdzony przez Kongregację Odpustów w 1890 roku:

Módlmy się i za najnieszczęśliwsze ludy afrykańskie, ażeby Bóg wszechmogący raz przecie zdjął z ich serc przekleństwo Chama i dał im błogosławieństwo, którego jedynie w Jezusie Chrystusie, Bogu i Panu naszym dostąpić mogą.

Módlmy się. Panie Jezu Chryste, jedyny zbawicielu rodzaju ludzkiego, który „już panujesz od morza do morza i od rzeki aż do krańców ziemi”, otwórz łaskawie Przenajświętsze Serce Twoje i dla najnieszczęśliwszych dusz afrykańskich, które siedzą jeszcze w ciemnościach i cieniu śmierci, aby przez przyczynę najlitościwszej Panny Maryi, Matki Twojej niepokalanej i Jej Oblubieńca najchwalebniejszego, błogosławionego Józefa, porzuciwszy bałwany, przed Tobą się ukorzyli Afrykanie i do Kościoła Twego świętego przyłączeni zostali. Który żyjesz i królujesz itd. – Ojcze nasz. Zdrowaś Marya. Chwała.

Tekst modlitwy w języku łacińskim, ustalony w 1885 roku:

Oremus et pro miserrimis Africae populis, ut Deus omnipotens tandem aliquando auferat maledictionem Chami a cordibus eorum, detque illis benedictionem, unice in Jesu Christo Deo et Domino nostro consequendam.

Oremus. Domine Jesu Christe, unice Salvator universi generis humani, qui „jam dominaris a mari usque ad mare et a flumine usque ad terminos orbis terrarum”, aperi proptius sacratissimum Cor tuum etiam miserrimis Africae animabus, quae adhuc in tenebris et umbra mortis sedent, ut intercedente piissima Virgine Maria, Matre tua immaculata, ejusquae Sponso gloriosissimo, beato Joseph, relictis idolis, coram te procidant Africani et Eclesiae tuae sanctae aggregentur. Qui vivis etc. – Pater noster. Ave Maria. Gloria Patri.